# Kinds of Kindness
Kinds of Kindness er en film fra 2024 af Yorgos Lanthimos.

## Medvirkende
- Emma Stone som Rita, Liz og Emily
- Jesse Plemons som Robert, Daniel og Andrew
- Willem Dafoe som Raymond, George og Omi
- Margaret Qualley som Vivian, Martha og twins Ruth and Rebecca
- Hong Chau som Sarah, Sharon og Aka
- Joe Alwyn